# 隠密
隠密（おんみつ）とは、主君などの密命を受けて秘かに情報収集などに従事する者、江戸時代の密偵。

## 概要
隠密は南北朝時代から存在したが、隠密が「忍びの者」すなわち忍者として活躍したのは戦国時代で、戦乱の終息に伴い幕府や諸大名 に属した。江戸時代初期（寛永初年頃）まで伊賀忍者や甲賀忍者の一部は、幕府に登用され隠密としての職務を掌ったが、幕府の組織や職制が固まるにつれ、御広敷や明屋敷番、鉄砲百人組などに組み込まれた元忍者の仕事は、城中の警備任務中心へと変貌していった。
その後の幕府において隠密は、3代将軍家光時代に御側配下の「監察機構」、8代将軍吉宗時代に御側御用取次配下の「御庭番」が機関として創設された。また、町奉行の同心が行っていた三廻のうちに江戸市中の風説を調査する「隠密廻り」が存在していた。

## 徳川幕藩体制下
寛永12年（1635年）に徳川家光は御側・中根正盛に、正規の監察機構とは別に監察権限を与えて将軍直属の監察機構を設けさせ、正盛に幕藩体制社会全般の動向を把握させる事により家光への情報源とした。中根正盛配下の与力22名は国目付として諸国監察を任とし、主に諜報活動に従事した。正盛は、これらの与力を通して全国（各藩）津々浦々に隠密組織を保持し、情報網を張り巡らせていた。その隠密組織を幕閣という政府組織の一角に諜報機関として組織化し掌握した。
寛永14年（1637年）の島原の乱に出陣した討伐上使・松平信綱を近江国水口宿で出迎えた甲賀衆百余名は、かねてより存知の間柄にあった信綱に参陣への懇願をしたが、集団的な参陣は認められず10名のみが随行を許される事となる。信綱より10名に命ぜられる内容は、甲賀忍者が得意としたゲリラ戦ではなく、陣所から城までの距離、沼の深さ、塀の高さ、矢狭間の実態などの隠密活動であった。一揆軍の立てこもった原城内を探索したり兵糧を盗み取るなど活躍したものの、落とし穴に嵌って敵から石打にあい半死半生で逃げ出した事もあった。結局、彼ら10名は奮闘も空しく軍功を認めらる事なく、戦後に仕官する事は叶わなかった。個人的な諜報能力の高い者のみが、幕府や諸藩に取り立てられる時代になった。
隠密活動の成果として有名なものは、慶安4年（1651年）の慶安の変の際に、老中・松平信綱と大目付・中根正盛が隠密集団を活用して、武功派で幕閣に批判的であったとされる紀州藩主・徳川頼宣を幕政批判の首謀者とし失脚させ、武功派勢力を崩壊に追い込んだ事が挙げられる。
徳川吉宗は紀州藩より連れてきた広敷伊賀者を改編し御庭番として、将軍直属の諜報機関に据え、吉宗への情報源とした。御庭番は表向きには江戸城の奥庭を管理する役職として、将軍近侍である御側御用取次の 管理下に置かれ、隠密活動に従事した。
江戸の南北町奉行所に、町奉行直属の潜入諜報を行う隠密廻り同心が2名ずつ所属をしていた。奉行への報告を済ませると、奉行から命じられた次の潜入先に行き、罪人捕縛には与力配下の定町廻り同心、小者、同心の手先の御用聞き、その手先の下っ引きが出向いて実施していた。隠密廻り同心は潜入先に身分等が明るみに出る事の無い様に、自らは決して罪人捕縛、成敗、には出向く事は無かった。
その他、目付支配下の徒目付・小人目付、勘定奉行支配下の普請役・鳥見役人などが隠密活動に従事していた。彼らは身分的には低かったが、植村政勝・村垣範正など御庭番出身で歴史に名を残した人物も存在する。間宮林蔵も晩年は幕府の隠密になったとされ、竹島事件やシーボルト事件などに関与したといわれている。また、諸藩においても下級武士などが隠密役に任じられて領内外の情勢を探らせた。